# Terra Naomi
Terra Naomi (născută în Saratoga Springs, statul  New York, Statele Unite) este o cântăreață și compozitoare de muzică alternativă, pop și rock, care a cunoscut consacrarea datorită compoziției proprii Say It's Possible, lansată pa Internet. 
Ea a devenit cunoscută publicului prin intermediul web site-ului YouTube, unde obișnuia să își publice creațiile muzicale. De-a lungul carierei sale, Naomi a lansat cinci materiale discografice pe cont propriu, dar acestea nu s-au bucurat de succes comercial.
Recent, ea a semnat un contract cu casa de înregistrări Island Records. La data de 17 septembrie, 2007 a început comercializarea albumului Under the Influence care marchează un nou început în cariera cântăreței.

## Anii copilăriei și primele influențe muzicale
Terra Naomi a crescut la o fermă în primii ani ai vieții sale. Împreună cu familia sa, Terra s-a mutat în Cleveland, Format:USOH, unde a locuit șase ani înainte de a se stabili definitiv într-o suburbie a orașului New York City. Tatăl său, un chirurg estetic, era originar din acele zone. Mama Terrei este asistentă socială, iar din familia sa mai fac parte doi membri, un frate mai mare și unul mai mic decât Terra.
În adolescență, Naomi a urmat cursuri de canto și de pian clasic, cântăreața frecventând Interlochen Performing Arts Camp din Michigan și tabăra pentru fete Belvoir Terrace Fine & Performing Arts Camp din Lenox, Massachusetts. Profesorii săi au convins-o să studieze opera la Universitatea din Michigan. În acest timp, Naomi a participat la programul de teatru și operă Aspen.

## Cariera în muzică
Terra Naomi s-a mutat în orașul New York după ce a absolvit universitatea. În acea perioadă ea a început să cânte la chitară și să compună melodii. Interpreta a început să cânte în diverse cluburi din Manhattan precum The Bitter End, The Sidewalk Cafe sau The Living Room. În anul 2003, Naomi a început un turneu de promovare în S.U.A. primul concert fiind în New York, iar ultimul în cadrul Festivalului Bumbershoot din Seattle. Naomi s-a mutat în Los Angeles unde a început să lucreze alături de producătorul Paul Fox, cunoscut pentru proiectele avute cu formații de muzică rock precum 10,000 Maniacs sau Sixpence None the Richer.
Terra Naomi a devenit faimoasă în comunitatea internațională YouTube prin intermediul înregistrărilor sale în care interpreta propriile piese. Melodia Say It's Possible a consacrat-o pe Terra și i-a adus milioane de vizionări. Piesa a fost reînregistrată de zeci de ori în diferite stiluri muzicale de către utilizatorii site-ului YouTube. Aceste variante au fost traduse în limbi precum spaniola, italiana sau chineza. În luna martie a anului 2007, Terra a câștigat un premiu din partea site-ului la categoria videoclipuri muzicale pentru Say It's Possible. Această realizare i-a garantat interpretei apariția în câteva emisiuni televizate de marcă precum The Today Show (difuzat de NBC) sau The Early Show (difuzat de CBS).
Naomi s-a îmbarcat în turnee de promovare în Statele Unite în anii 2003, 2004 și 2005, incluzând concerte în centre comerciale renumite din Philadelphia, Chicago, Dallas sau Los Angeles. Cântăreața a concertat și în Canada și Regatul Unit. În orașul englezesc Manchester, Naomi a participat la festivatul tradițional The City. Interpreta a primit aprecieri din partea presei britanice, ea beneficiind de sprijin din partea unor publicații precum Reuters, The Sunday Times.
Piesa „Clean” a fost inclus pe coloana sonoră a filmului Sherrybaby, iar melodiile „Say It's Possible”, „Flesh For Bones” și „Go Quietly” au apărut în emisiunea Junior Year Abroad, transmisă de postul de televiziune NBC.
În toamna anului 2006, Terra Naomi a semnat un contract cu compania Universal Music Publishing Group. În luna decembrie a aceluiași an, presa a făcut public faptul că interpreta a semnat un contract și cu Island Records.
În data de 7 iulie, 2007, Naomi a interpretat melodia Say It's Possible în cadrul concertului susținut de mai mulți artiști pe Stadionul Wembley din Londra. Acest concert face parte din seria Live Earth. Recitalul său a avut loc la ora locală 19:45.
La data de 17 septembrie a anului 2007 a început comercializarea albumului Under the Influence. Pe acest material discografic, alături de zece piese noi a fost inclus și hitul Say It's Possible.
În luna decembrie a anului 2007, a avut loc ceremonia de deschidere a YouTube Russia, iar Terra a fost invitată la acest eveniment.

## Discografie

### Albume
|                     | Titlul albumului |
| Terra Naomi         | - Data lansării: 2002 - Poziții în clasamente: - - Casa de înregistrare: Producție independentă - Single-uri: -                                            |
| Terra Naomi EP      | - Data lansării: 2004 - Poziții în clasamente: - - Casa de înregistrare: Producție independentă - Single-uri: -                                            |
| Live & Free         | - Data lansării: 2004 - Poziții în clasamente: - - Casa de înregistrare: Producție independentă - Single-uri: -                                            |
| 8-Track             | - Data lansării: 2005 - Poziții în clasamente: - - Casa de înregistrare: Producție independentă - Single-uri: -                                            |
| Virtually           | - Data lansării: 2006 - Poziții în clasamente: - - Casa de înregistrare: Producție independentă - Single-uri: -                                            |
| Under The Influence | - Data lansării: 17 septembrie, 2007 - Poziții în clasamente: - - Casa de înregistrare: Island Records - Single-uri: Say It's Possible, Not Sorry, Up Here |

### Alte albume
|                                        | Titlul albumului |
| Interlude Magazine Compilation 1.0     | - Data lansării: 2005 - Poziții în clasamente: - - Casa de înregistrare: Interlude Magazine - Melodii: Ghosts of Happy Endings |
| Coffee House Music 2006 Female Artists | - Data lansării: 2006 - Poziții în clasamente: - - Casa de înregistrare: Coffee House Music - Melodii: Flesh for Bones         |
| Sherrybaby (coloana sonoră)            | - Data lansării: 22 august, 2006 - Poziții în clasamente: - - Casa de înregistrare: Lakeshore - Melodii: Clean                 |
| Așa vreau eu (coloana sonoră)          | - Data lansării: 24 aprilie, 2007 - Poziții în clasamente: - - Casa de înregistrare: Bulletproof - Melodii: The Moment         |

### Single-uri
| Anul | Titlul            | Albumul             | Formate disponibile                               | Poziții ocupate în clasamentele de specialitate | Poziții ocupate în clasamentele de specialitate | Poziții ocupate în clasamentele de specialitate |
| Anul | Titlul            | Albumul             | Formate disponibile                               | Regatul Unit                                    | Regatul Unit MTV Flux                           |                                                 |
| ---- | ----------------- | ------------------- | ------------------------------------------------- | ----------------------------------------------- | ----------------------------------------------- | ----------------------------------------------- |
| 2007 | Say It's Possible | Under the Influence | Descărcare digitală, Disc de vinil 7"             | -                                               | 1                                               |                                                 |
| 2007 | Not Sorry         | Under the Influence | Descărcare digitală, Disc de vinil 7" Disc single | 53                                              | 1                                               |                                                 |
| 2007 | Up Here           | Under the Influence | Descărcare digitală, Disc de vinil 7" Disc single | -                                               | -                                               |                                                 |